# Predsednik Francije
Predsednik Francije, uradno predsednik Francoske republike (francosko Président de la République française), je vodja države in izvršne oblasti Francije ter tudi vrhovni poveljnik francoskih oboroženih sil. Ker je predsedstvo najvišja magistratura države, je nosilec funkcije nosilec najvišje funkcije v Franciji.
Pooblastila, funkcije in dolžnosti prejšnjih predsedniških funkcij, poleg njihovega odnosa s predsednikom vlade in samo vlado Francije, so se sčasoma razlikovale z različnimi ustavnimi dokumenti od druge republike. Predsednik Francoske republike je po uradni dolžnosti soprinc Andore, veliki mojster Legije časti in nacionalnega reda za zasluge. Nosilec funkcije je tudi častni protokanonik nadbazilike svetega Janeza na Lateranu v Rimu, čeprav so nekateri ta naziv v preteklosti zavračali.
Sedanji predsednik Francoske republike je Emmanuel Macron, ki je 14. maja 2017 nasledil Françoisa Hollanda.

## Zgodovina
Predsedstvo Francije je bilo prvič javno predlagano med julijsko revolucijo leta 1830, ko je bilo ponujeno Markizu de Lafayetteju. Funkcijo je odklonil v korist princa Louisa Phillipa, ki je postal francoski kralj. Osemnajst let pozneje, v uvodnih fazah Druge republike, je bil naziv ustvarjen za izvoljenega vodjo države, med katerimi je bil prvi Louis-Napoléon Bonaparte, nečak cesarja Napoleona. Bonaparte je bil v tej vlogi, dokler ni izvedel državnega udara proti republiki in se razglasil za Napoleona III., francoskega cesarja.
Pod tretjo republiko je bil predsednik sprva precej močna figura, predvsem zaradi moči rojalistične stranke, ko so bili sprejeti ustavni zakoni iz leta 1875. Upali so, da bi lahko funkcijo nastopil nekdo iz ene od dveh vej kraljeve družine lahko. Kot predsednik bi lahko spremenil Francijo v ustavno monarhijo. Po volitvah leta 1877 so prevladali republikanci in potem, ko je predsednik Patrice de MacMahon neuspešno poskušal razpustiti Chambre des Députéspridobiti in pridobiti novo rojalistično večino. 
V času četrte republike po drugi svetovni vojni je imela država parlamentarni sistem, v katerem je bila funkcija predsednika republike bolj ceremonialna. Ustava Pete republike, ki jo je nadomestila leta 1958, je močno povečala predsednikova pooblastila. Referendum leta 1962 je spremenil ustavo, tako da bi je bil predsednik neposredno izvoljen na splošnih volitvah in ne na volilnem kolegiju.
Leta 2000 je referendum skrajšal predsedniški mandat s sedmih let na pet. Po ustavni reformi leta 2008 je bila uvedena omejitev na največ dva zaporedna mandata.

## Pooblastila
Francoska peta republika ima polpredsedniški sistem. Za razliko od mnogih drugih evropskih predsednikov ima francoski predsednik precej moči. Čeprav predsednik vlade Francije s svojo vlado in parlament nadzirata velik del dejanskih nacionalnih zadev, ima francoski predsednik še vedno pomemben vpliv in oblast, še posebej na področju nacionalne varnosti in zunanje politike.
Največja predsednikova moč je možnost izbire predsednika vlade. Ker pa ima francoski državni zbor izključno pooblastilo za razrešitev vlade, je predsednik prisiljen imenovati predsednika vlade, ki lahko pridobi podporo večine v skupščini. Od leta 2002 se zakonodajne volitve izvajajo nekaj tednov po predsedniških; zato je zelo verjetno, da bo večina dobila stranka ali skupina, ki podpira predsednika. Prav tako ima kot vodja francoske države dolžnost arbitrirati o delovanju vladnih organov za učinkovito delo.

## Kazenska odgovornost in obtožba
67. in 68. člen urejata kazensko odgovornost predsednika. Preoblikovali so ju z ustavnim zakonom iz leta 2007, da bi razjasnili situacijo, ki je prej povzročila pravne spore.
Predsednik republike uživa imuniteto v času svojega mandata: od njega ni mogoče zahtevati pričanja pred nobeno jurisdikcijo, prav tako jih ni mogoče preganjati itd. Vendar se zastaranje začasno ustavi v času njihovega mandata, preiskave in pregon pa se lahko znova začnejo, najkasneje en mesec po prenehanju funkcije.
Predsednik se ne šteje za osebno odgovornega za njegova dejanja po uradni dolžnosti, razen če so dejanja obtožena pred Mednarodnim kazenskim sodiščem (Francija je članica ICC, predsednik pa je francoski državljan kot drugi po pravilih Sodišča) ali kadar je proti njim uvedena obtožba. Obtožbo lahko izreče republiško višje sodišče, posebno sodišče, ki ga skličeta oba domova parlamenta na predlog enega izmed domov, če predsednik ne bi opravljal svojih dolžnosti na način, ki očitno onemogoča nadaljevanje mandata.

## Seznam predsednikov
Glej stran: Seznam predsednikov Francije

### Umrli med mandatom
Na položaju so umrli štirje francoski predsedniki:
- Sadi Carnot, ki ga je Sante Geronimo Caserio umoril 25. junija 1894, star 56 let.
- Félix Faure, ki je umrl 16. februarja 1899, star 58 let.
- Paul Doumer, ki ga je 7. maja 1932 umoril Paul Gorguloff, star 75 let, najstarejši je umrl v službi.
- Georges Pompidou, ki je umrl 2. aprila 1974, star 62 let.

## Plača in rezidence
Predsednik republike prejema plačo v skladu s plačilnim razredom, opredeljenim v primerjavi s plačilnimi razredi najvišjih članov francoske državne službe (»out of scale«, hors échelle, tistih, katerih plačilni razredi so znani kot črke in ne kot številčni indeksi). Poleg tega mu je poleg plače in nadomestila za bivanje izplačana 3-odstotna štipendija za bivanje in 25-odstotna delovna štipendija. Ta bruto plača in odškodnine so enake tistim predsednika vlade in so za 50 % višje od najvišje plače drugih članov vlade kar je samo po sebi opredeljeno kot dvakratno povprečje najvišjega (plačilnega razreda G ) in najnižje (plačilni razred A1) plače v plačnih razredih »izven lestvice«. Z uporabo plačilnih razredov »izven obsega« iz leta 2008 znaša mesečna plača 20.963 evrov, kar ustreza 19.000 eur, ki so bili navedeni v tisku v začetku leta 2008. Z uporabo plačnih razredov od 1. julija 2009 to znaša 21.131 evrov bruto mesečne plače.
Plača in štipendija za bivanje sta obdavčeni z dohodnino.
Uradna rezidenca in urad predsednika je Elizejska palača v Parizu. Druge predsedniške rezidence so:
- Hôtel de Marigny, ki stoji ob Elizejski palači in gosti tuje uradne goste;
- Château de Rambouillet je običajno odprt za obiskovalce, če se ne uporablja za (redka) uradna srečanja;
- Domaine national de Marly je običajno odprta za obiskovalce, če se ne uporablja za (redka) uradna srečanja;
- Fort de Brégançon v jugovzhodni Franciji je uradna predsedniška počitniška rezidenca. Leta 2013 je postal nacionalni spomenik in je bil od leta 2014 nekajkrat odprt za javnost.

## Zadnje volitve
Zadnje volitve predsednika Francije so potekale leta 2017.

## Pokojnina in ugodnosti
Po francoski zakonodaji imajo nekdanji predsedniki republike zagotovljeno doživljenjsko pokojnino, določeno glede na plačilni razred državnih svetnikov, vljudnostni diplomatski potni list, in po francoski ustavi (člen 56) članstvo v ustavnem svetu.
Dobijo tudi osebje, stanovanje in/ali pisarno ter druge ugodnosti, čeprav je pravna podlaga za to sporna. Sedanji sistem zagotavljanja osebja in drugih ugodnosti nekdanjim francoskim predsednikom je leta 1981 zasnoval Michel Charasse, takratni svetovalec predsednika Françoisa Mitterranda, da bi skrbel za nekdanjega predsednika Valéryja Giscarda d'Estainga in vdovo nekdanjega predsednika Georgesa Pompidouja. Leta 2008 so po odgovoru služb predsednika vlade na vprašanje poslanca državnega zbora Renéja Dosièrea  objekti obsegali: varnostne podrobnosti, avto s šoferjem, vozovnice za vlak v prvem razredu in pisarniški ali stanovanjski prostor ter dve osebi, ki oskrbujeta prostor. Poleg tega so na voljo sredstva za sedem stalnih pomočnikov.
Predsednik Hollande je leta 2016 napovedal reformo sistema. Nekdanji francoski predsedniki ne bodo več dobili avtomobila s šoferjem, zmanjšali so tudi kadre v njihovem bivalnem okolju. Poleg tega se je zmanjšalo število pomočnikov, ki so na voljo za njihovo uporabo, a za nekdanje uradnike ostaja na voljo državno stanovanje ali hiša. Na voljo so tudi vozovnice za vlak, če potovanje upravičuje urad nekdanjega predsednika kot del uradnih poslov. Varnostno osebje okoli nekdanjih predsednikov Francije je ostalo nespremenjeno.

## Povezana literatura
- Kako močan je francoski predsednik? Primer iz Sveta za zunanje odnose
- John Gaffney. Politično vodstvo v Franciji: od Charlesa de Gaulla do Nicolasa Sarkozyja (Palgrave Macmillan; 2012),ISBN 978-0-230-36037-2 . Raziskuje mitologijo in simboliko v francoski politični kulturi skozi študijo osebnosti, ki so jo oblikovali de Gaulle in njegovih pet naslednikov.